# Albatrellus confluens
Albatrellus confluens, (Johannes Baptista von Albertini & Lewis David de Schweinitz, 1805 ex František Kotlaba & Zdeněk Pouzar, 1957) sin. Polyporus confluens (Johannes Baptista von Albertini & Lewis David de Schweinitz, 1805 ex Elias Magnus Fries (1821), sau Scutiger confluens (Elias Magnus Fries, 1821 ex Appollinaris Semenovich Bondartsev & Rolf Singer, 1941), denumit în popor ciuciulean de toamnă, gălbinea, gălbinele sau roine, este o specie de ciuperci comestibile din încrengătura Basidiomycota în familia Albatrellaceae și genul Albatrellus care coabitează, fiind un simbiont micoriza (formează micorize pe rădăcinile arborilor), dar după câțiva autori are de asemenea calități saprofite. Bureții se dezvoltă în România, Basarabia și Bucovina de Nord  pe soluri acide, sărace și nisipoase în păduri  de conifere și luminișuri, peferat pe lângă pini, mai rar sub molizi.  Apar în grupuri numeroase, adesea în tufe, de la câmpie la munte, din (august) septembrie până la sfârșitul lui octombrie.

## Descriere

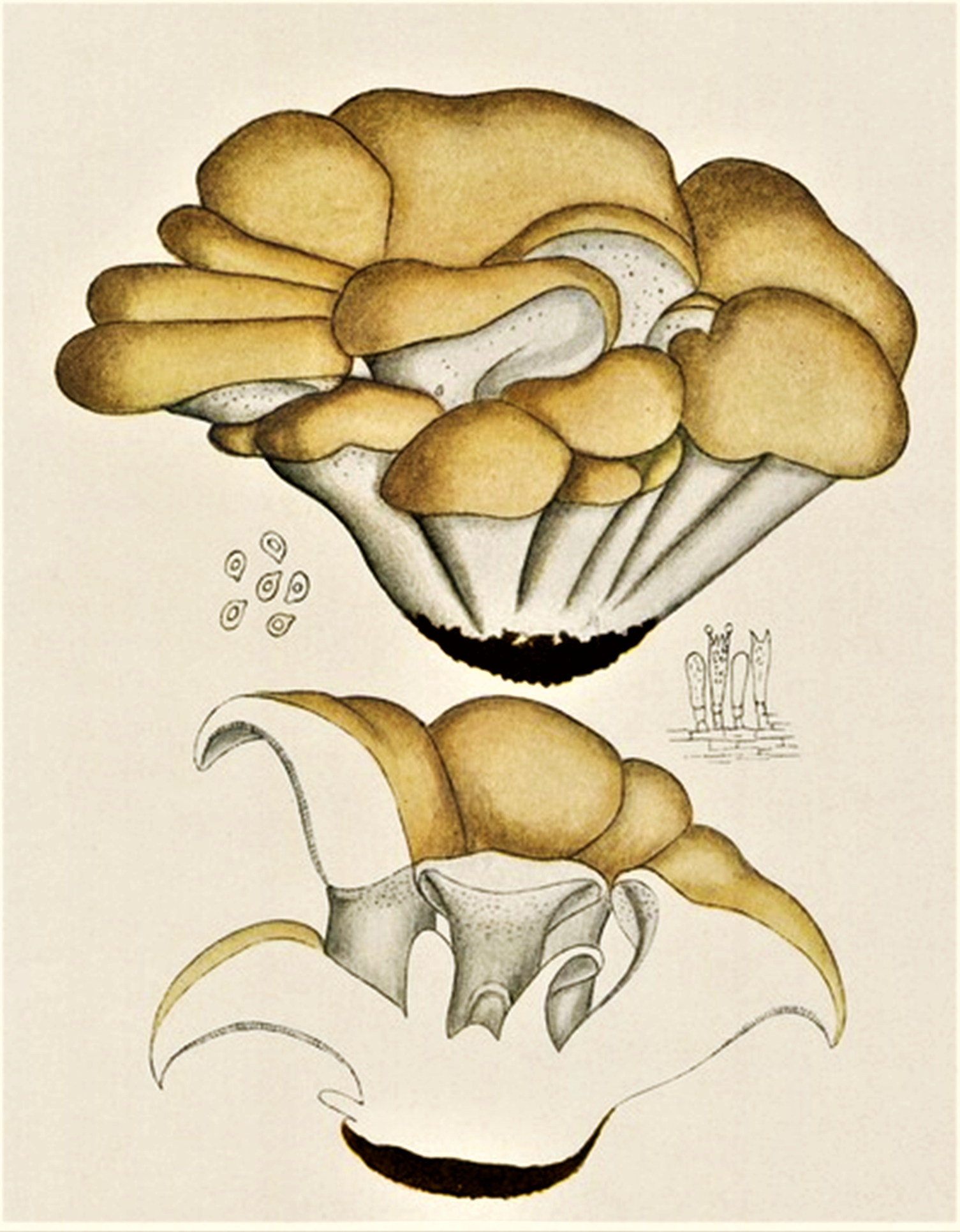
Bres.: Polyporus confluens

- Pălăria: are un diametru de 6-15 (20) cm și o grosime de 1-4 cm, este cărnoasă, mai întâi sferică cu marginea răsucită în jos apoi întinsă și adesea tare neregulată precum contopită cu cele de exemplarele vecine. Cuticula este uscată, mată și netedă, variind în culoare între pal ocru-gălbui și brun-auriu, dar schimbă cu avansarea în vârstă spre maroniu, nu rar cu aspect verzui din cauza infestării prin alge. Începând cu maturitatea are tendința de a se sparge în fragmente poliedrice.
- Tuburile și porii: sporiferele au o lungime de o jumătate de centimetru și sunt decurente la picior. Porii sunt rotunzi și foarte mici cu un diametru de 0,2-0,3 mm. Coloritul inițial alb-gălbui schimbă cu avansarea în vârstă spre galben-roșiatic.
- Piciorul: are o înălțime 3-6 cm și un diametru de 1-3 cm, este scurt în relație cu diametrul pălăriei, solid, în formă de trunchi adesea adâncit în pământ, din care se despică mai multe ramuri în poziție ușor necentrată, ușor excentrică legate cu corpurile fructifere. Trunchiul neted până ușor catifelat, originar alb, capătă cu timpul nuanțe maronii, câteodată verzuie (alge).
- Carnea: este în tinerețe moale, mai târziu tare și fragilă, fiind de culoare albă. Buretele capătă fiert un colorit portocaliu și după uscare unul cărămiziu. Ciuperca este tânără savuroasă și aromatică, cu un miros și gust plăcut, slab de ciuperci. Cu vârsta devine din ce în ce mai amară, începând în coajă.
- Caracteristici microscopice: Sporii sunt rotunjori până ovoidali, netezi și hialini (translucizi), slab amiloizi (ce înseamnă colorabilitatea structurilor tisulare folosind reactivi de iod), cu o picătură de ulei în centru, parțial cu fibule, având o mărime de  5−6 × 3−4  microni. Pulberea lor este albă.[3][4][5]
- Reacții chimice: Buretele se colorează cu Hidroxid de potasiu în întregime violet.[6]

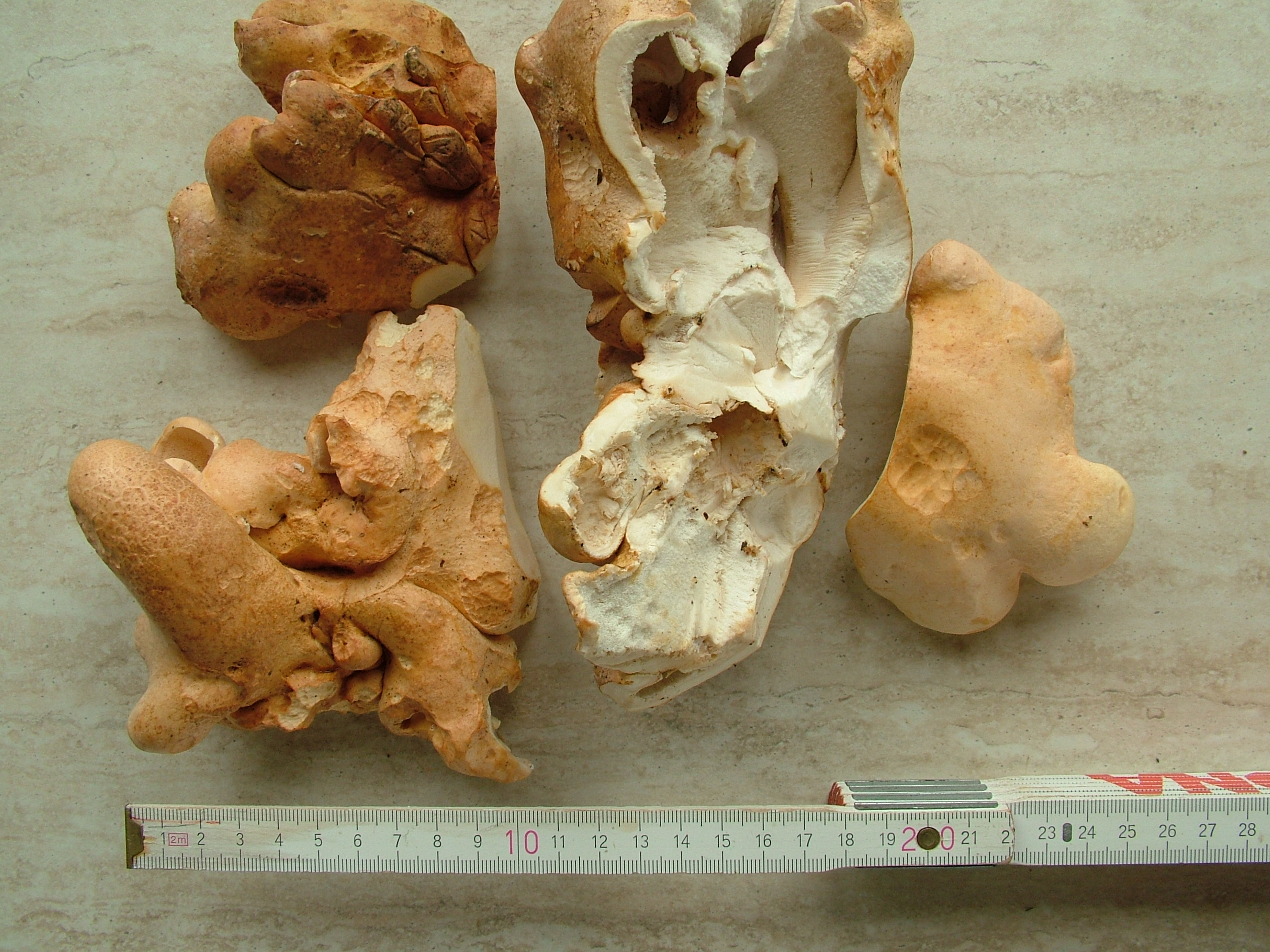
A. confluens tăiați
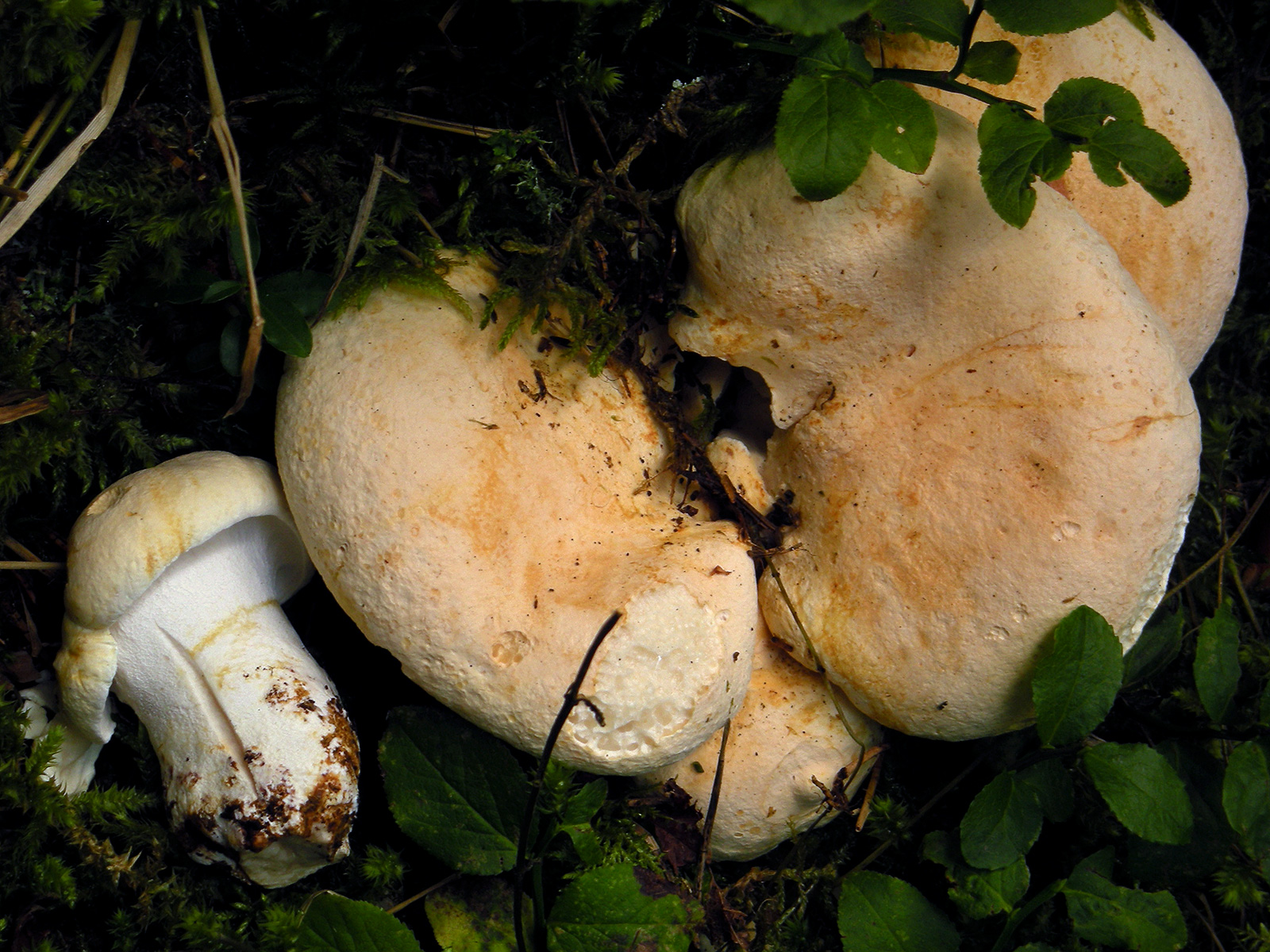
A. confluens mai tineri
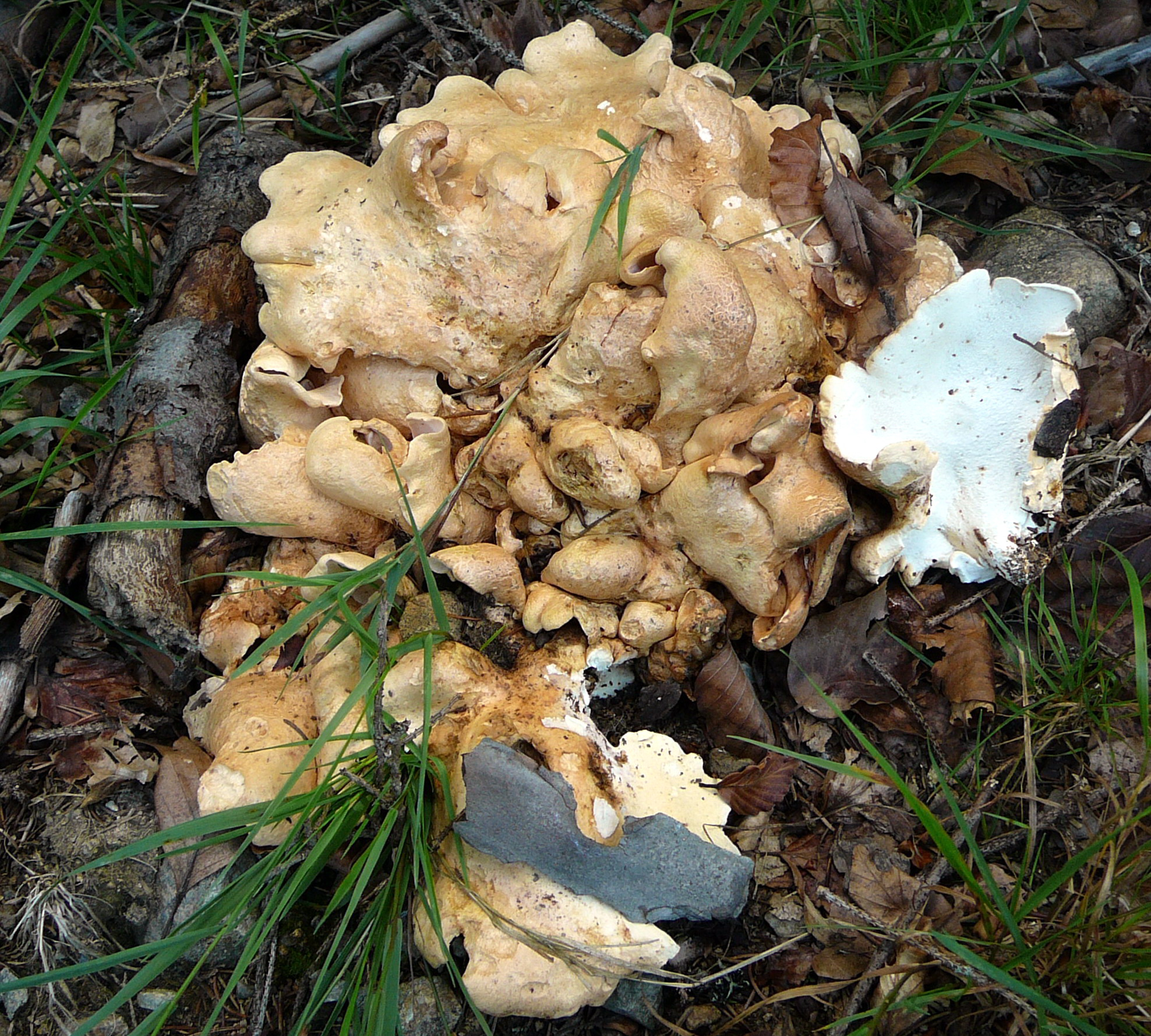
A. confluens bătrâni

## Confuzii
Ciuciuleanul poate fi confundat în primul rând cu suratele lui care sunt cu  comestibile cu o excepție, ca de exemplu: Albatrellus avellaneus, Albatrellus citrinus, Albatrellus cristatus (necomestibil), Albatrellus ovinus, Albatrellus pes-caprae sin. Scutiger pes-caprae sau Albatrellus subrubescens. Începători ar putea să confundă specia chiar și cu deliciosul Hydnum repandum care însă nu are pori ci țepi pe dedesubt, dar de asemenea cu bureții necomestibili Jahnoporus hirtus și Osteina obducta sin. Grifola ossea.

## Specii asemănătoare

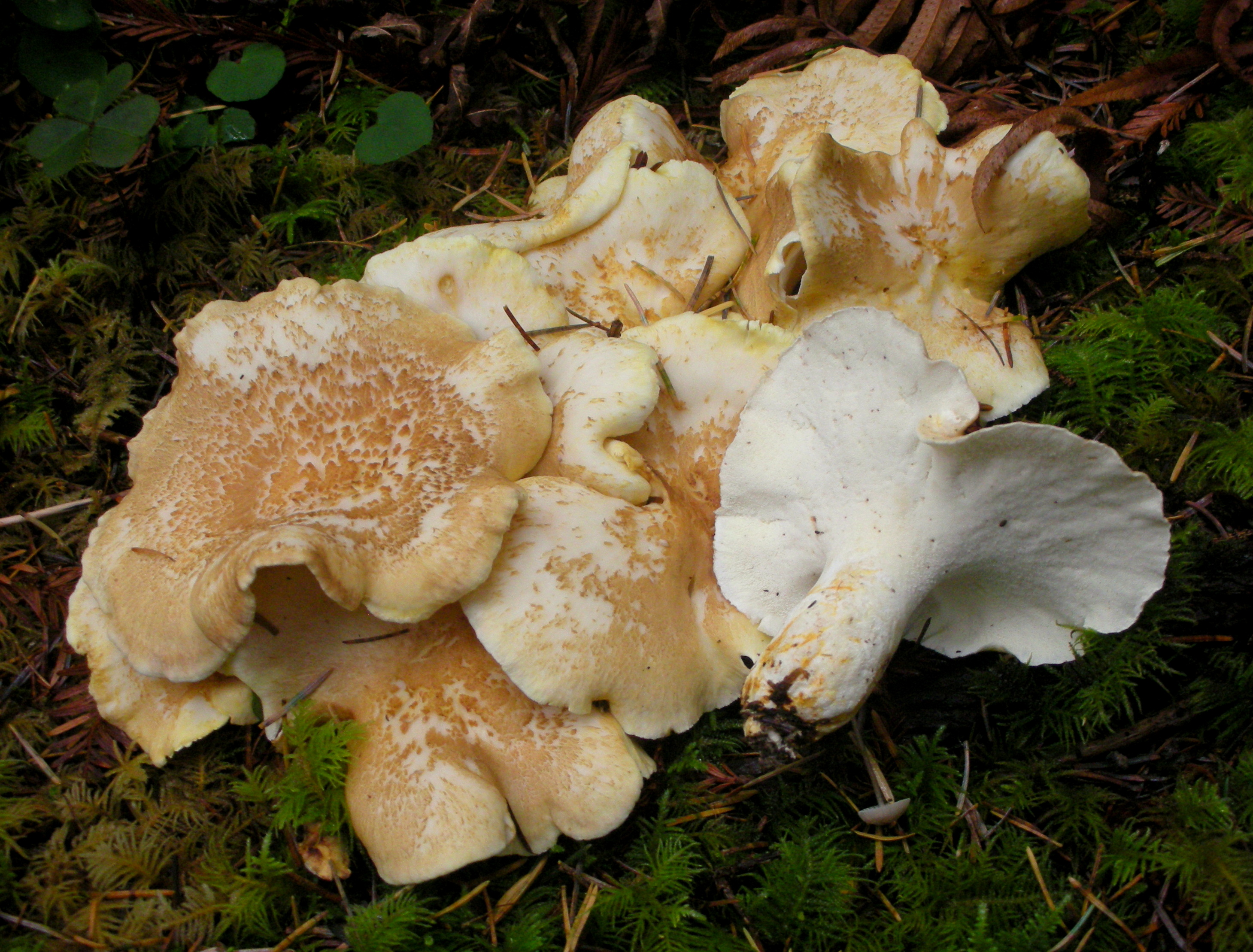
Albatrellus avellaneus
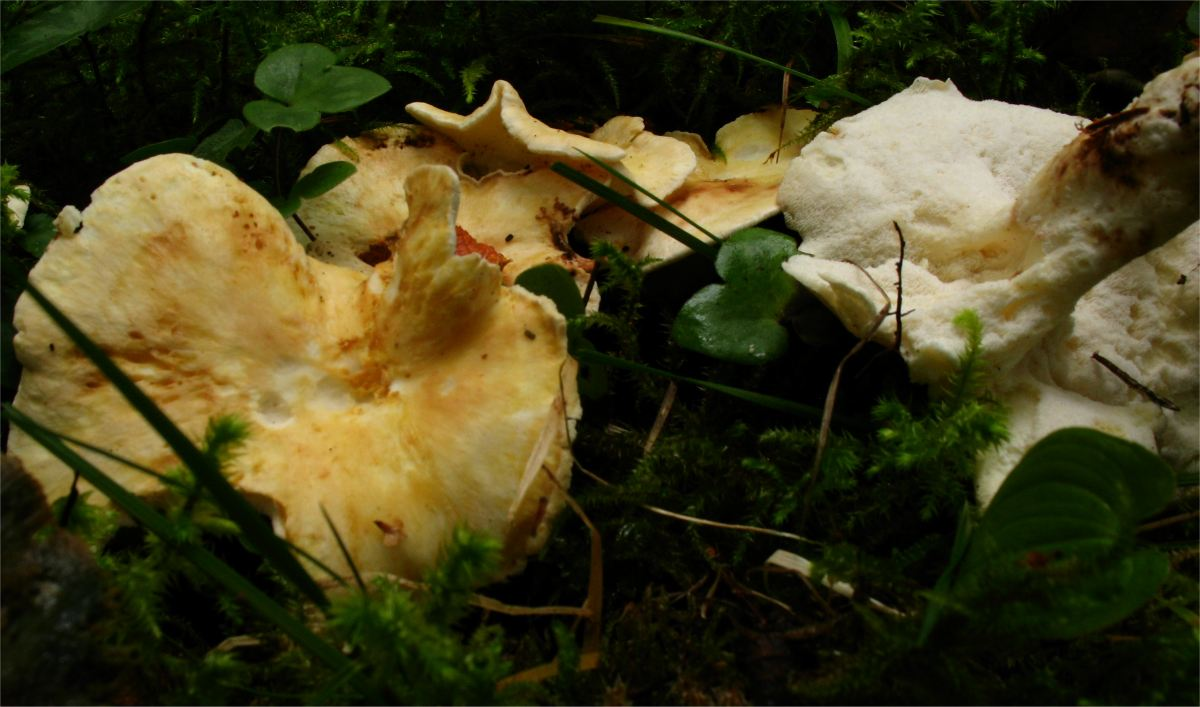
Albatrellus citrinus
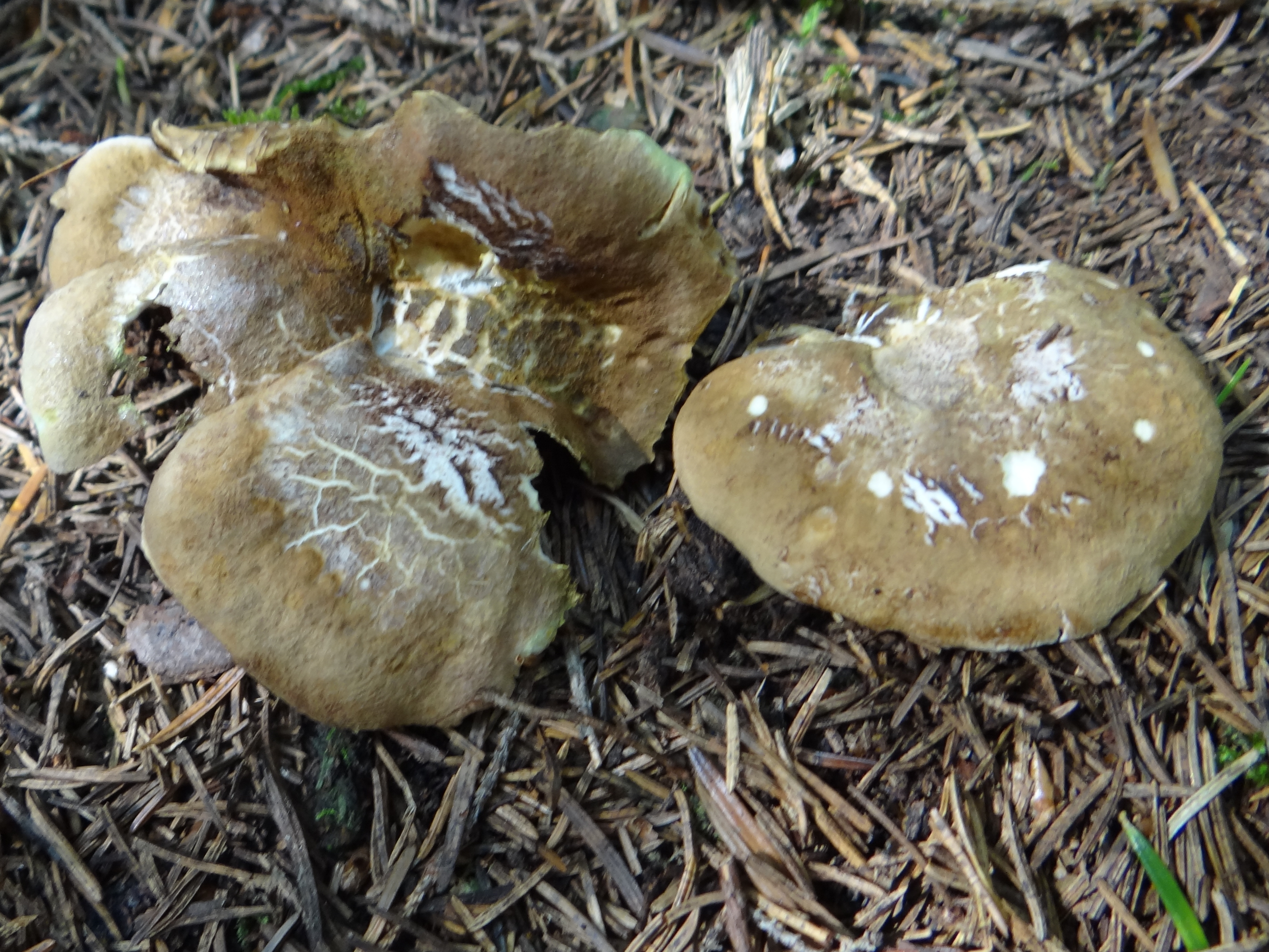
!Albatrellus cristatus!
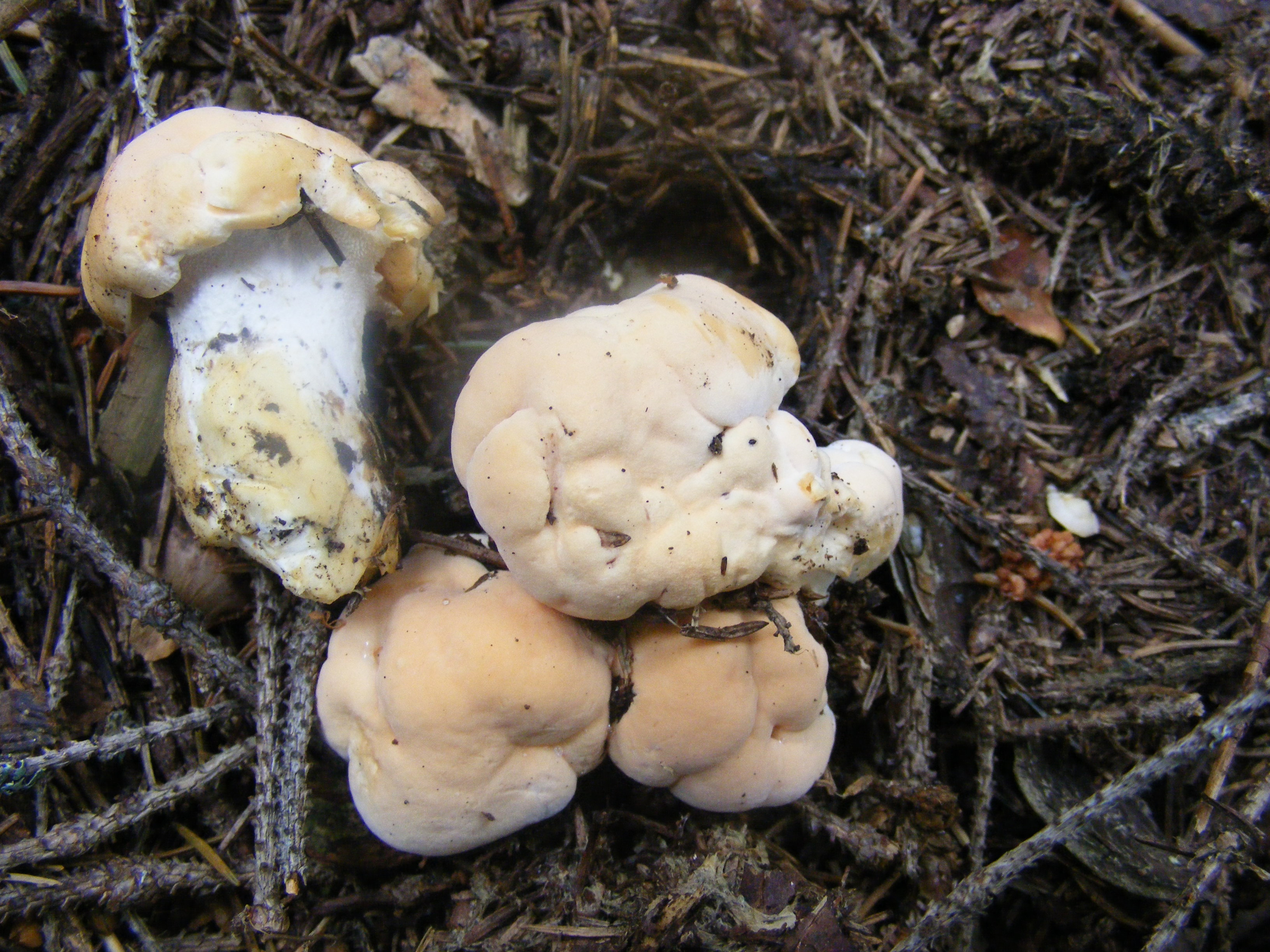
Albatrellus ovinus
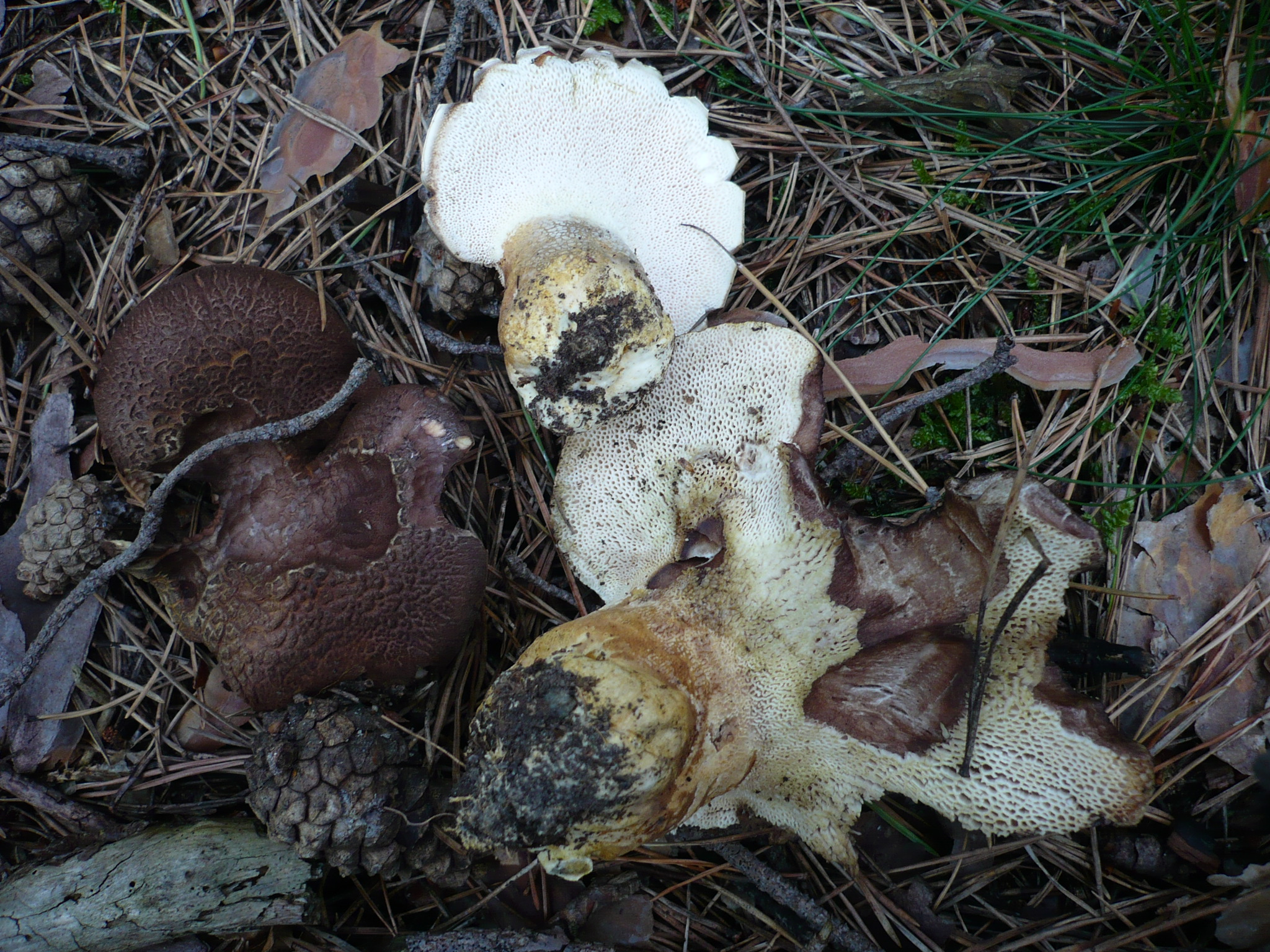
Albatrellus pes-caprae
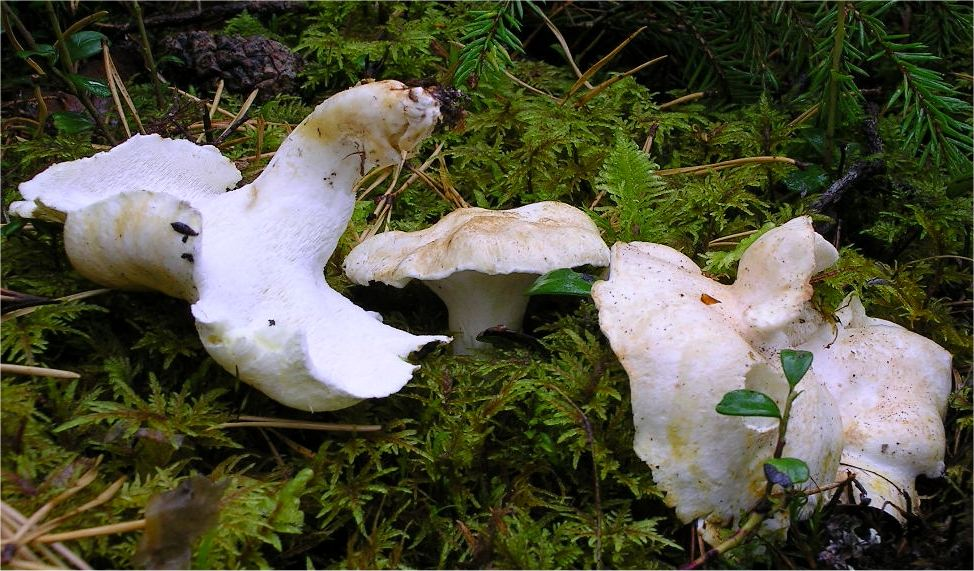
Albatrellus subrubescens
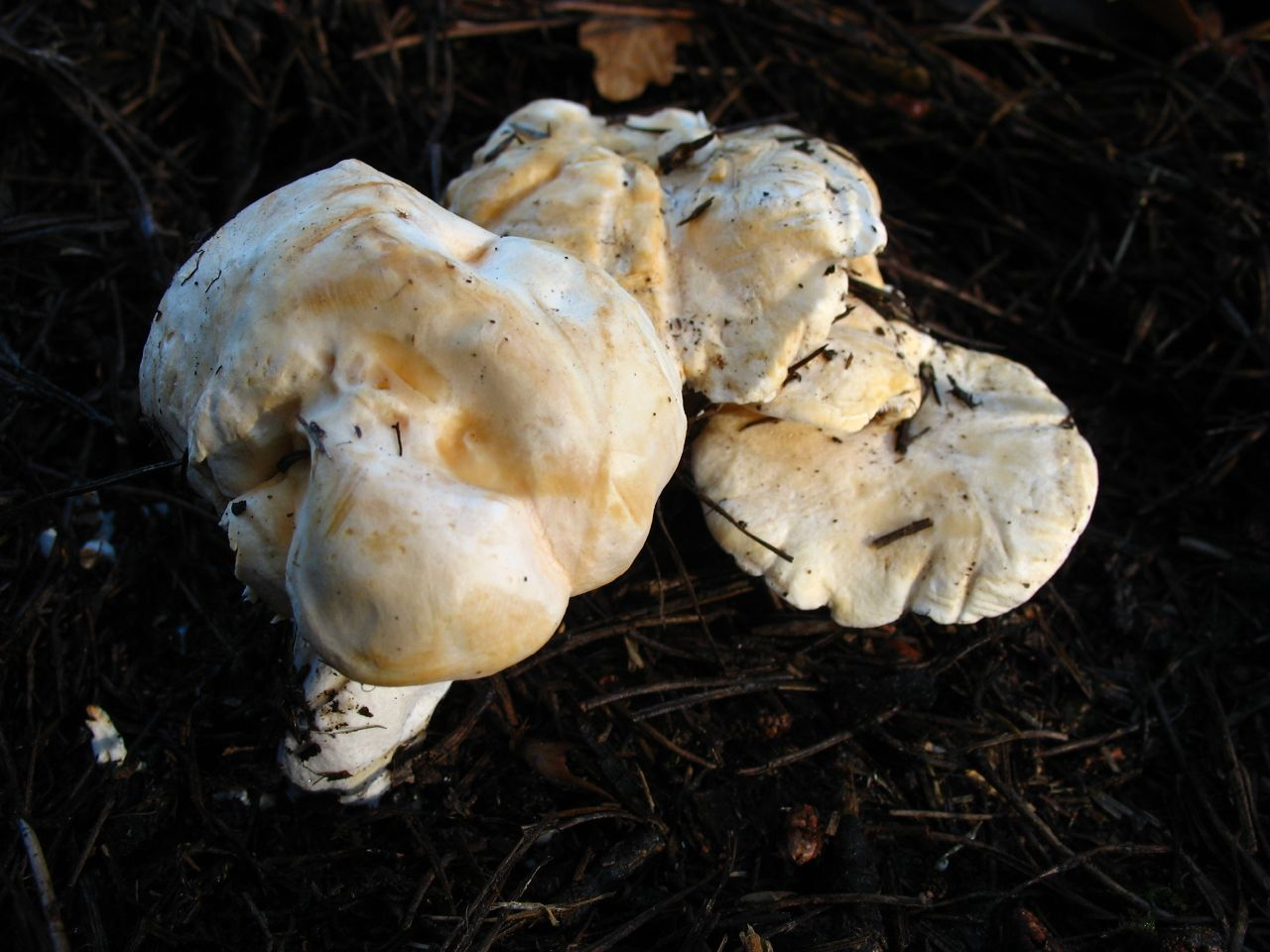
Hydnum repandum
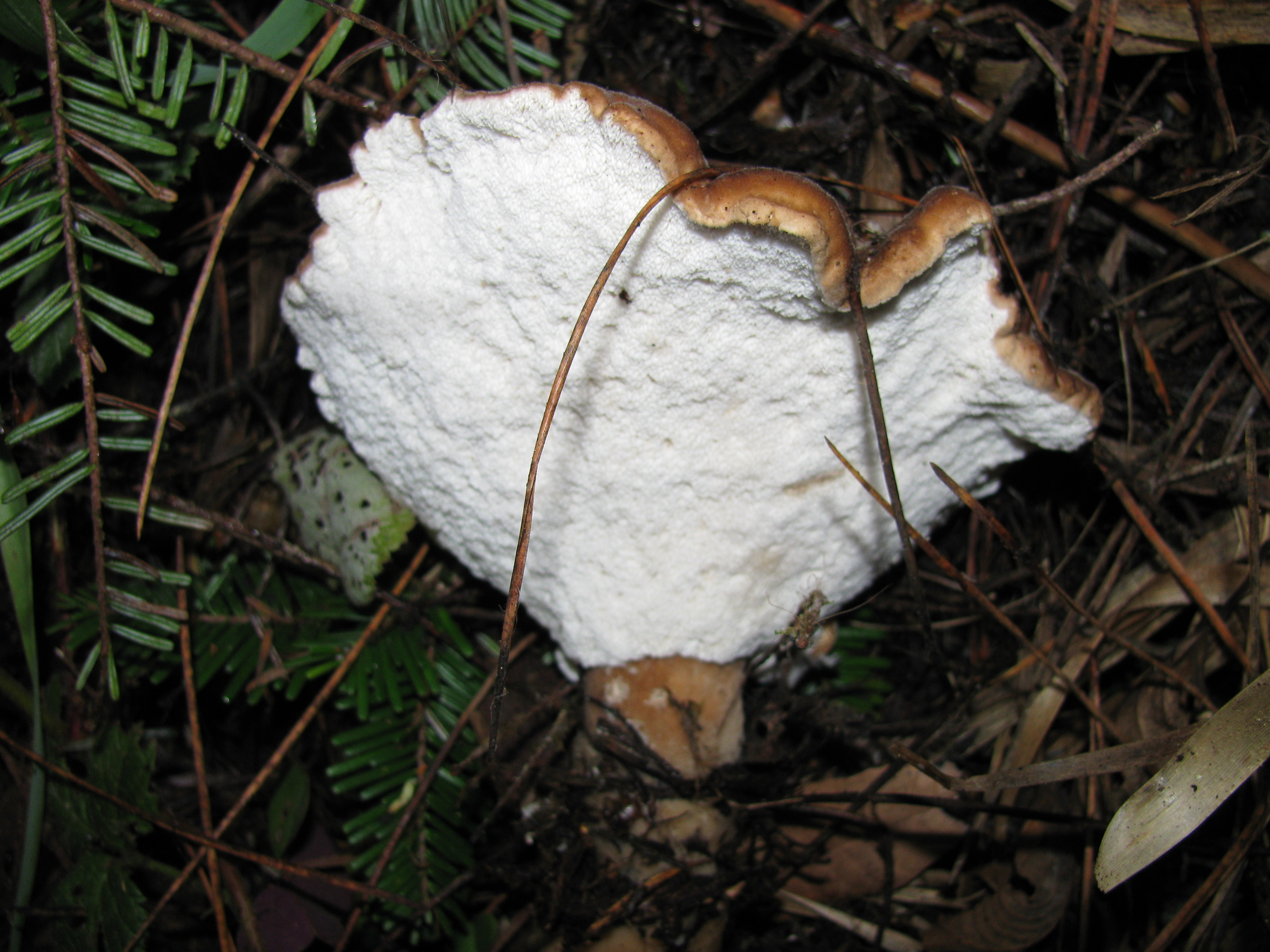
!Jahnoporus hirtus!
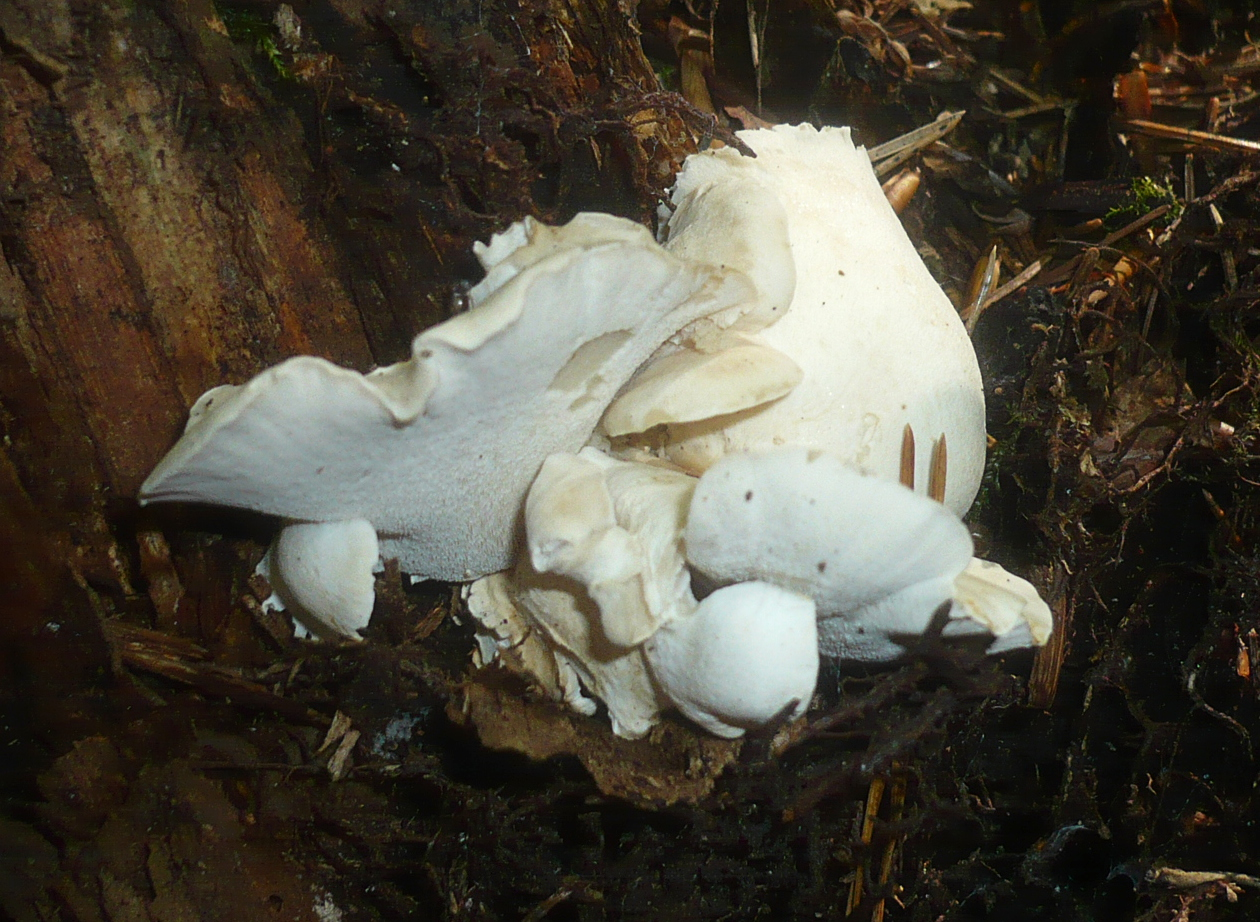
!Osteina obducta sin. Grifola ossea!

## Valorificare
Tânăr (bătrân devine prea elastic și destul de amar), ciuciuleanul de toamnă poate fi preparat, tăiat mărunt, asemănător gălbiorilor sau flocoșelului, având o notă mai accentuată de ciuperci în miros și gust, asemănător babiței oilor (dar nu chiar astfel de savuros). Este excepțional de potrivit pentru conservarea în ulei sau oțet.